# Premio Locus per il miglior racconto breve
Il Premio Locus per il miglior racconto breve (Locus Award for Best Short Story) è un premio letterario conferito con cadenza annuale della rivista mensile statunitense Locus, facente parte dei Premi Locus, consegnato dal 2006  al Experience Music Project and Science Fiction Museum and Hall of Fame di Seattle.
Il premio viene consegnato con cadenza annuale dal 1971 La classifica avviene tramite votazione dei lettori per opere pubblicate l'anno precedente, tale modalità di attribuzione differenzia il premio da molti altri che, invece, vengono assegnati in base alle votazioni di una giuria di esperti del settore. Pur non avendo collegamenti con esso il premio Locus è stato sin dalla sua prima edizione pensato per dare indicazioni alla giuria del premio Hugo circa le opere maggiormente meritorie da premiare.
Il primo a ricevere il premio è stato Harlan Ellison, per la sua opera La regione intermedia,  pubblicata nel 1970.
Nel corso dei 47 anni di edizione, 28 persone si sono aggiudicate il premio, tra queste figurano i pluripremiati Neil Gaiman e Harlan Ellison con otto premi ricevuti, Gaiman è stato inoltre l'unico scrittore a ricevere 5 premi consecutivi (2004-2007), Ursula K. Le Guin con 3 premi ricevuti, Joe Haldeman, Connie Willis, Terry Bisson e Amal El-Mohtar con 2 premi ricevuti.

## Regolamento
Aggiornato al 1 febbraio 2019
Ogni anno, sul sito ufficiale Locus e sulla rivista, in un'apposita sezione denominata Locus Poll and Survey viene pubblicato il regolamento seguito dall'apposita scheda per il voto, online o cartaceo, del concorso per i premi Locus. Il regolamento è inerente ai vincoli di voto per le opere apparse l'anno precedente.
Al 49 ° concorso dei premi Locus (2019) sono presenti 16 differenti categorie. In ogni categoria possono essere votate fino a cinque opere o candidati, classificandoli da 1 (primo posto) fino a 5 (quinto posto).
Le opzioni di voto sono basate su un'apposita lista di letture raccomandate, facilitando enormemente il conteggio dei risultati, nonostante la lista, l'elettore può utilizzare delle apposite caselle di scrittura per votare altri titoli e candidati non elencati, in qualsiasi categoria.
Non è possibile votare più di un'opera in una categoria con lo stesso rango (ad esempio, due selezioni classificate al 1 ° posto), se lo scrutinio evidenziasse delle anomalie oppure un doppio rango, i voti verranno ignorati in quella categoria. Non è possibile votare per la stessa opera più di una volta, eccetto il premio Locus per il miglior romanzo, che potrebbe anche essere indicato anche come premio Locus per la miglior opera prima.
A differenza dei premi Hugo e Nebula i premi Locus hanno requisiti di eleggibilità in qualche modo diversi, sono aperti a pubblicazioni o opere che sono apparse per la prima volta, in qualsiasi parte del mondo, durante l'anno solare, con un margine di preavviso per i piccoli editori o le pubblicazioni in ritardo.
L'elettore ha la possibilità di lasciare alcune categorie vuote o di compilarle parzialmente, nonché quella di compilare l'intero sondaggio.
La scadenza per i voti è sancita per il 15 aprile.
Tutti i voti, sia degli abbonati che dei non abbonati, sono da considerarsi validi a condizione che vengano inclusi il nome, l'e-mail e le informazioni del sondaggio e non violino le regole di voto.

## Dal 1971 al 1979
| Vincitori del Premio Locus miglior racconto breve |

| Anno | Fotografia vincitori         | Vincitori e nominati                                                                                     | Racconto                          | Note    |
| ---- | ---------------------------- | --- | --------------------------------- | ------- |
| 1971 |                              | Harlan Ellison                                                                                           | La regione intermedia             | [ N 1 ] |
| 1971 | Fritz Leiber                 | Le donne della neve                                                                                      |                                   | [ N 1 ] |
| 1971 | R. A. Lafferty               | Continued on Next Rock                                                                                   |                                   | [ N 1 ] |
| 1971 | Dean Koontz                  | Beast Child                                                                                              |                                   | [ N 1 ] |
| 1971 | Keith Laumer                 | In the Queue                                                                                             |                                   | [ N 1 ] |
| 1972 |                              | Poul Anderson                                                                                            | Regina dell'aria e della notte    | [ N 2 ] |
| 1972 | Arthur C. Clarke             | Incontro con Medusa                                                                                      |                                   | [ N 2 ] |
| 1972 | George Alec Effinger         | All the Last Wars at Once                                                                                |                                   | [ N 2 ] |
| 1972 | Robert Thurston              | Wheels                                                                                                   |                                   | [ N 2 ] |
| 1972 | Clifford D. Simak            | The Autumn Land                                                                                          |                                   | [ N 2 ] |
| 1973 |                              | Harlan Ellison                                                                                           | Il basilisco                      | [ N 3 ] |
| 1973 | William Rotsler              | Patron of the Arts                                                                                       |                                   | [ N 3 ] |
| 1973 | Poul Anderson                | Goat Song                                                                                                |                                   | [ N 3 ] |
| 1973 | James Tiptree Jr.            | E mi svegliai e mi trovai qui sul freddo pendio della collina                                            |                                   | [ N 3 ] |
| 1973 | Gardner Dozois               | A kingdom by the sea                                                                                     |                                   | [ N 3 ] |
| 1974 |                              | Harlan Ellison                                                                                           | L'uccello di morte                | [ N 4 ] |
| 1974 | Vonda N. McIntyre            | Of Mist, and Grass, and Sand                                                                             |                                   | [ N 4 ] |
| 1974 | James Tiptree Jr.            | Amore è il Piano, e il Piano è la morte/La ragazza collegata                                             |                                   | [ N 4 ] |
| 1974 | Robert Silverberg            | Ms. Found in an Abandoned Time Machine                                                                   |                                   | [ N 4 ] |
| 1974 | Ursula K. Le Guin            | The ones who walk away form Omelas                                                                       |                                   | [ N 4 ] |
| 1975 |                              | Ursula K. Le Guin                                                                                        | La vigilia della rivoluzione      | [ N 5 ] |
| 1975 | Larry Niven                  | The Hole Man                                                                                             |                                   | [ N 5 ] |
| 1975 | Robert Silverberg            | Schwartz Between the Galaxies                                                                            |                                   | [ N 5 ] |
| 1975 | Ursula K. Le Guin            | The Author of the Acacia Seeds and other extrats from the Journal of the Association of Therolinguistics |                                   | [ N 5 ] |
| 1975 | Roger Zelazny                | L'ultima spiaggia della vita                                                                             |                                   | [ N 5 ] |
| 1976 |                              | Harlan Ellison                                                                                           | Croatoan                          | [ N 6 ] |
| 1976 | Frederik Pohl                | The mother trip                                                                                          |                                   | [ N 6 ] |
| 1976 | P. J. Plauger                | Child of All Ages                                                                                        |                                   | [ N 6 ] |
| 1976 | Richard A. Lupoff            | Sail the Tide of Mourning                                                                                |                                   | [ N 6 ] |
| 1976 | Gregory Benford              | Doing Lennon                                                                                             |                                   | [ N 6 ] |
| 1977 |                              | Joe Haldeman                                                                                             | Tricentennial                     | [ N 7 ] |
| 1977 | Damon Knight                 | I See You                                                                                                |                                   | [ N 7 ] |
| 1977 | James White                  | Custom Fitting                                                                                           |                                   | [ N 7 ] |
| 1977 | Fritz Leiber                 | La morte dei principi                                                                                    |                                   | [ N 7 ] |
| 1977 | Charles L. Grant             | A Crowd of Shadows                                                                                       |                                   | [ N 7 ] |
| 1978 |                              | Harlan Ellison                                                                                           | Jeffty ha cinque anni             | [ N 8 ] |
| 1978 | James Tiptree Jr.            | La soluzione Screwfly                                                                                    |                                   | [ N 8 ] |
| 1978 | John Varley                  | Air Raid                                                                                                 |                                   | [ N 8 ] |
| 1978 | Fritz Leiber                 | Il gioco del sette                                                                                       |                                   | [ N 8 ] |
| 1978 | Joan D. Vinge                | Occhi d'ambra                                                                                            |                                   | [ N 8 ] |
| 1979 |                              | Harlan Ellison                                                                                           | Conta le ore che segnano il tempo | [ N 9 ] |
| 1979 | Joan D. Vinge                | View from a Height                                                                                       |                                   | [ N 9 ] |
| 1979 | Edward Bryant                | Stone |                                   | [ N 9 ] |
| 1979 | Terry Carr                   | Virra |                                   | [ N 9 ] |
| 1979 | Gregory Benford/Marc Laidlaw | A Hiss of Dragon                                                                                         |                                   | [ N 9 ] |

## Dal 1980 al 1989
| Anno | Fotografia vincitori | Vincitori e nominati                                                 | Racconto                       | Note     |
| ---- | -------------------- | -------------------------------------------------------------------- | ------------------------------ | -------- |
| 1980 |                      | George R. R. Martin                                                  | La via della croce e del drago | [ N 10 ] |
| 1980 | Edward Bryant        | giANTS                                                               |                                | [ N 10 ] |
| 1980 | Orson Scott Card     | Quietus                                                              |                                | [ N 10 ] |
| 1980 | Gene Wolfe           | The War Beneath the Tree                                             |                                | [ N 10 ] |
| 1980 | Gregory Benford      | Redeemer                                                             |                                | [ N 10 ] |
| 1981 |                      | Clifford D. Simak                                                    | La grotta dei cervi danzanti   | [ N 11 ] |
| 1981 | Lisa Tuttle          | Bug House                                                            |                                | [ N 11 ] |
| 1981 | Robert Silverberg    | Our Lady of the Sauropods                                            |                                | [ N 11 ] |
| 1981 | Bob Leman            | Window                                                               |                                | [ N 11 ] |
| 1981 | Isaac Asimov         | L'ultima risposta                                                    |                                | [ N 11 ] |
| 1982 |                      | John Varley                                                          | Lo spacciatore                 | [ N 12 ] |
| 1982 | Spider Robinson      | Serpents' Teeth                                                      |                                | [ N 12 ] |
| 1982 | George R. R. Martin  | The Needle Men                                                       |                                | [ N 12 ] |
| 1982 | C. J. Cherryh        | The Only Death in the City                                           |                                | [ N 12 ] |
| 1982 | George R. R. Martin  | Remembering Melody                                                   |                                | [ N 12 ] |
| 1983 |                      | Ursula K. Le Guin                                                    | Sur                            | [ N 13 ] |
| 1983 | James Tiptree Jr.    | The Boy Who Waterskied to Forever                                    |                                | [ N 13 ] |
| 1983 | Bruce Sterling       | Spider Rose                                                          |                                | [ N 13 ] |
| 1983 | Howard Waldrop       | God's Hooks!                                                         |                                | [ N 13 ] |
| 1983 | Spider Robinson      | Elefanti Malinconici                                                 |                                | [ N 13 ] |
| 1984 |                      | James Tiptree Jr.                                                    | Beyond the Dead Reef           | [ N 14 ] |
| 1984 | Gardner Dozois       | The Peacemaker                                                       |                                | [ N 14 ] |
| 1984 | Frederik Pohl        | Un giorno alla fiera/Al servizio del popolo                          |                                | [ N 14 ] |
| 1984 | Octavia E. Butler    | Il suono delle parole                                                |                                | [ N 14 ] |
| 1984 | Bruce Sterling       | Spook                                                                |                                | [ N 14 ] |
| 1985 |                      | Lucius Shepard                                                       | Salvador                       | [ N 15 ] |
| 1985 | David Brin           | Le sfere di cristallo                                                |                                | [ N 15 ] |
| 1985 | George Alec Effinger | Gli alieni che sapevano proprio tutto                                |                                | [ N 15 ] |
| 1985 | Gene Wolfe           | Una capanna sulla costa                                              |                                | [ N 15 ] |
| 1985 | Tanith Lee           | Bright Burning Tiger                                                 |                                | [ N 15 ] |
| 1986 |                      | Harlan Ellison                                                       | Con Virgil Oddum al Polo Est   | [ N 16 ] |
| 1986 | Frederik Pohl        | Il paradosso di Fermi                                                |                                | [ N 16 ] |
| 1986 | John Crowley         | Neve                                                                 |                                | [ N 16 ] |
| 1986 | Gregory Benford      | La Morsa Del Tempo                                                   |                                | [ N 16 ] |
| 1986 | Bruce Sterling       | Cena a Audoghast                                                     |                                | [ N 16 ] |
| 1987 |                      | Isaac Asimov                                                         | Sogni di robot                 | [ N 17 ] |
| 1987 | Kim Stanley Robinson | Down and Out in the Year 2000                                        |                                | [ N 17 ] |
| 1987 | James Patrick Kelly  | Rat                                                                  |                                | [ N 17 ] |
| 1987 | Greg Bear            | Quarta dimensione                                                    |                                | [ N 17 ] |
| 1987 | Nancy Springer       | Il ragazzo che intrecciava le criniere                               |                                | [ N 17 ] |
| 1988 |                      | Pat Cadigan                                                          | Angelo                         | [ N 18 ] |
| 1988 | Karen Joy Fowler     | Il fedele compagno                                                   |                                | [ N 18 ] |
| 1988 | Lucius Shepard       | Delta Sly Honey                                                      |                                | [ N 18 ] |
| 1988 | James Tiptree Jr.    | Nel mezzo del cammin di nostra vita                                  |                                | [ N 18 ] |
| 1988 | Lucius Shepard       | The Glassblower's Dragon                                             |                                | [ N 18 ] |
| 1989 |                      | Harlan Ellison                                                       | Eidolons                       | [ N 19 ] |
| 1989 | Mike Resnick         | Kirinyaga                                                            |                                | [ N 19 ] |
| 1989 | Howard Waldrop       | Wild, Wild Horses                                                    |                                | [ N 19 ] |
| 1989 | David Brin           | Il flagello dell'altruismo (noto anche come Il morbo dell'altruismo) |                                | [ N 19 ] |
| 1989 | Lucius Shepard       | Youthful Folly                                                       |                                | [ N 19 ] |

## Dal 1990 al 1999
| Anno | Fotografia vincitori | Vincitori e nominati                            | Racconto                            | Note     |
| ---- | -------------------- | ----------------------------------------------- | ----------------------------------- | -------- |
| 1990 |                      | Orson Scott Card                                | Lost Boys                           | [ N 20 ] |
| 1990 | Pat Cadigan          | The Power and the Passion                       |                                     | [ N 20 ] |
| 1990 | David Brin           | Privacy                                         |                                     | [ N 20 ] |
| 1990 | Michael Swanwick     | Il margine del mondo                            |                                     | [ N 20 ] |
| 1990 | Suzy McKee Charnas   | Plenilunio                                      |                                     | [ N 20 ] |
| 1991 |                      | Terry Bisson                                    | Quando gli orsi scoprirono il fuoco | [ N 21 ] |
| 1991 | Connie Willis        | Cibola                                          |                                     | [ N 21 ] |
| 1991 | Charles Sheffield    | Godspeed                                        |                                     | [ N 21 ] |
| 1991 | K. W. Jeter          | La prima volta                                  |                                     | [ N 21 ] |
| 1991 | Kim Stanley Robinson | Zurigo                                          |                                     | [ N 21 ] |
| 1992 |                      | John Kessel                                     | Buffalo                             | [ N 22 ] |
| 1992 | James Morrow         | Daughter Earth                                  |                                     | [ N 22 ] |
| 1992 | Kim Stanley Robinson | Vinland the Dream                               |                                     | [ N 22 ] |
| 1992 | Connie Willis        | Nel cretaceo superiore                          |                                     | [ N 22 ] |
| 1992 | Terry Bisson         | Bancomat                                        |                                     | [ N 22 ] |
| 1993 |                      | Connie Willis                                   | Anche la Regina                     | [ N 23 ] |
| 1993 | Nancy Kress          | The Mountain to Mohammed                        |                                     | [ N 23 ] |
| 1993 | Joe Haldeman         | Salme                                           |                                     | [ N 23 ] |
| 1993 | Adam-Troy Castro     | The Last Robot                                  |                                     | [ N 23 ] |
| 1993 | Michael Swanwick     | In concerto                                     |                                     | [ N 23 ] |
| 1994 |                      | Connie Willis                                   | Close Encounter                     | [ N 24 ] |
| 1994 | Mike Resnick         | Mwalimu in the Squared Circle                   |                                     | [ N 24 ] |
| 1994 | Martha Soukup        | The Story So Far                                |                                     | [ N 24 ] |
| 1994 | Charles de Lint      | The Bone Woman                                  |                                     | [ N 24 ] |
| 1994 | Nancy Kress          | Martin on a Wednesday/The Battle of Long Island |                                     | [ N 24 ] |
| 1995 |                      | Joe Haldeman                                    | Nessuno è così cieco                | [ N 25 ] |
| 1995 | Kate Wilhelm         | I Know What You're Thinking                     |                                     | [ N 25 ] |
| 1995 | Terry Bisson         | Dead Man's Curve                                |                                     | [ N 25 ] |
| 1995 | Michael Swanwick     | The Changeling's Tale                           |                                     | [ N 25 ] |
| 1995 | Maureen F. McHugh    | Virtual Love                                    |                                     | [ N 25 ] |
| 1996 |                      | Maureen F. McHugh                               | Il treno di Lincoln                 | [ N 26 ] |
| 1996 | Stephen Baxter       | Ragnatele                                       |                                     | [ N 26 ] |
| 1996 | Gregory Benford      | High Abyss                                      |                                     | [ N 26 ] |
| 1996 | Esther Friesner      | A Birthday                                      |                                     | [ N 26 ] |
| 1996 | Roger Zelazny        | Le tre discese di Jeremy Baker                  |                                     | [ N 26 ] |
| 1997 |                      | John Crowley                                    | Gone                                | [ N 27 ] |
| 1997 | Gene Wolfe           | Contando gatti a Zanzibar                       |                                     | [ N 27 ] |
| 1997 | Paul Park            | The Last Homosexual                             |                                     | [ N 27 ] |
| 1997 | Michael Swanwick     | Morti                                           |                                     | [ N 27 ] |
| 1997 | Connie Willis        | L'anima sceglie i propri compagni               |                                     | [ N 27 ] |
| 1998 |                      | James Patrick Kelly                             | Ragnetto, bel ragnetto              | [ N 28 ] |
| 1998 | Howard Waldrop       | Scientifiction                                  |                                     | [ N 28 ] |
| 1998 | Mike Resnick         | Le 43 dinastie di Antares                       |                                     | [ N 28 ] |
| 1998 | Stephen Baxter       | Zemlya                                          |                                     | [ N 28 ] |
| 1998 | Paul Park            | Get a Grip                                      |                                     | [ N 28 ] |
| 1999 |                      | Bruce Sterling                                  | Maneki Neko                         | [ N 29 ] |
| 1999 | Michael Swanwick     | Porte radianti                                  |                                     | [ N 29 ] |
| 1999 | Howard Waldrop       | Mr. Goober's Show                               |                                     | [ N 29 ] |
| 1999 | Stephen Baxter       | Moon-Calf /Dante Dreams                         |                                     | [ N 29 ] |
| 1999 | Michael Swanwick     | Wild Minds                                      |                                     | [ N 29 ] |

## Dal 2000 al 2009
| Anno | Fotografia vincitori           | Vincitori e nominati                                | Racconto                                                                                         | Note     |
| ---- | ------------------------------ | --------------------------------------------------- | ------------------------------------------------------------------------------------------------ | -------- |
| 2000 |                                | Terry Bisson                                        | I diritti delle vittime                                                                          | [ N 30 ] |
| 2000 | Michael Swanwick               | Motori antichi/Scherzo con il tirannosauro          |                                                                                                  | [ N 30 ] |
| 2000 | Stephen Baxter                 | Spindrift                                           |                                                                                                  | [ N 30 ] |
| 2000 | Kim Stanley Robinson           | Arthur Sternbach Brings the Curveball to Mars       |                                                                                                  | [ N 30 ] |
| 2000 | Stephen Baxter                 | Gente venuta dalla Terra                            |                                                                                                  | [ N 30 ] |
| 2001 |                                | Larry Niven                                         | The Missing Mass                                                                                 | [ N 31 ] |
| 2001 | Michael Swanwick               | Moon Dogs                                           |                                                                                                  | [ N 31 ] |
| 2001 | Stephen Baxter                 | Silver Ghost                                        |                                                                                                  | [ N 31 ] |
| 2001 | Ursula K. Le Guin              | I reali di Hegn                                     |                                                                                                  | [ N 31 ] |
| 2001 | Stephen Baxter                 | Sheena 5                                            |                                                                                                  | [ N 31 ] |
| 2002 |                                | Ursula K. Le Guin                                   | Le ossa della Terra                                                                              | [ N 32 ] |
| 2002 | Michael Swanwick               | Il cane che diceva: "Bau"                           |                                                                                                  | [ N 32 ] |
| 2002 | Harlan Ellison                 | Incognita, Inc.                                     |                                                                                                  | [ N 32 ] |
| 2002 | Stephen Baxter                 | The Ghost Pit                                       |                                                                                                  | [ N 32 ] |
| 2002 | Andy Duncan                    | Senator Bilbo                                       |                                                                                                  | [ N 32 ] |
| 2003 |                                | Neil Gaiman                                         | Presiede Ottobre                                                                                 | [ N 33 ] |
| 2003 | Jeffrey Ford                   | Creation                                            |                                                                                                  | [ N 33 ] |
| 2003 | China Miéville                 | Familiar                                            |                                                                                                  | [ N 33 ] |
| 2003 | Michael Swanwick               | The Little Cat Laughed to See Such Sport            |                                                                                                  | [ N 33 ] |
| 2003 | Bruce Sterling                 | In Paradise                                         |                                                                                                  | [ N 33 ] |
| 2004 |                                | Neil Gaiman                                         | Orario di chiusura                                                                               | [ N 34 ] |
| 2004 | Joe Haldeman                   | Quattro romanzi brevi                               |                                                                                                  | [ N 34 ] |
| 2004 | Gene Wolfe                     | Castaway                                            |                                                                                                  | [ N 34 ] |
| 2004 | David D. Levine                | The Tale of the Golden Eagle                        |                                                                                                  | [ N 34 ] |
| 2004 | Gene Wolfe                     | Graylord Man's Last Words                           |                                                                                                  | [ N 34 ] |
| 2005 |                                | Neil Gaiman                                         | Spose proibite degli schiavi senza volto nella casa segreta la notte del desiderio e del terrore | [ N 35 ] |
| 2005 | Gene Wolfe                     | Pulp Cover                                          |                                                                                                  | [ N 35 ] |
| 2005 | China Miéville                 | 'Tis the Season                                     |                                                                                                  | [ N 35 ] |
| 2005 | Howard Waldrop                 | The Wolf-man of Alcatraz                            |                                                                                                  | [ N 35 ] |
| 2005 | Jeffrey Ford                   | The Annals of Eelin-Ok                              |                                                                                                  | [ N 35 ] |
| 2006 |                                | Neil Gaiman                                         | L'uccello del sole                                                                               | [ N 36 ] |
| 2006 | Kelly Link                     | Some Zombie Contingency Plans                       |                                                                                                  | [ N 36 ] |
| 2006 | Carol Emshwiller               | I Live With You                                     |                                                                                                  | [ N 36 ] |
| 2006 | Jeffrey Ford                   | Boatman's Holiday                                   |                                                                                                  | [ N 36 ] |
| 2006 | Michael Swanwick               | Triceratops Summer                                  |                                                                                                  | [ N 36 ] |
| 2007 |                                | Neil Gaiman                                         | Come parlare alle ragazze alle feste                                                             | [ N 37 ] |
| 2007 | Nancy Kress                    | Nano Comes to Clifford Falls                        |                                                                                                  | [ N 37 ] |
| 2007 | Gene Wolfe                     | Sob in the Silence                                  |                                                                                                  | [ N 37 ] |
| 2007 | Stephen Baxter                 | In the Abyss of Time                                |                                                                                                  | [ N 37 ] |
| 2007 | Michael Swanwick               | Tin Marsh                                           |                                                                                                  | [ N 37 ] |
| 2008 |                                | Michael Swanwick                                    | A Small Room in Koboldtown                                                                       | [ N 38 ] |
| 2008 | Peter S. Beagle                | The Last and Only, or, Mr. Moscowitz Becomes French |                                                                                                  | [ N 38 ] |
| 2008 | Ken MacLeod                    | Who's Afraid of Wolf 359?                           |                                                                                                  | [ N 38 ] |
| 2008 | Elizabeth Bear                 | Tideline                                            |                                                                                                  | [ N 38 ] |
| 2008 | Stephen Baxter                 | Last Contact                                        |                                                                                                  | [ N 38 ] |
| 2009 |                                | Ted Chiang                                          | Exhalation                                                                                       | [ N 39 ] |
| 2009 | John Scalzi                    | After the Coup                                      |                                                                                                  | [ N 39 ] |
| 2009 | Elizabeth Bear / Sarah Monette | Boojim                                              |                                                                                                  | [ N 39 ] |
| 2009 | Nancy Kress                    | The Kindness of Strangers                           |                                                                                                  | [ N 39 ] |
| 2009 | Peter S. Beagle                | King Pelles the Sure                                |                                                                                                  | [ N 39 ] |

## Dal 2010 a 2018
| Anno | Fotografia vincitori  | Vincitori e nominati                          | Racconto                      | Note     |
| ---- | --------------------- | --------------------------------------------- | ----------------------------- | -------- |
| 2010 |                       | Neil Gaiman                                   | Un'invocazione dell'incuranza | [ N 40 ] |
| 2010 | Kij Johnson           | Spar                                          |                               | [ N 40 ] |
| 2010 | Maureen F. McHugh     | Useless Things                                |                               | [ N 40 ] |
| 2010 | Karen Joy Fowler      | The Pelican Bar                               |                               | [ N 40 ] |
| 2010 | James Patrick Kelly   | Going Deep                                    |                               | [ N 40 ] |
| 2011 |                       | Neil Gaiman                                   | The Thing About Cassandra     | [ N 41 ] |
| 2011 | Peter Watts           | The Things                                    |                               | [ N 41 ] |
| 2011 | Catherynne M. Valente | Thirteen Ways of Looking at Space/Time        |                               | [ N 41 ] |
| 2011 | Karen Joy Fowler      | Booth’s Ghost                                 |                               | [ N 41 ] |
| 2011 | Kij Johnson           | Names for Water                               |                               | [ N 41 ] |
| 2012 |                       | Neil Gaiman                                   | The Case of Death and Honey   | [ N 42 ] |
| 2012 | Ken Liu               | Il serraglio di carta                         |                               | [ N 42 ] |
| 2012 | E. Lily Yu            | The Cartographer Wasps and the Anarchist Bees |                               | [ N 42 ] |
| 2012 | Catherynne M. Valente | The Bread We Eat in Dreams                    |                               | [ N 42 ] |
| 2012 | Peter S. Beagle       | The Way It Works Out and All                  |                               | [ N 42 ] |
| 2013 |                       | Aliette de Bodard                             | Immersion                     | [ N 43 ] |
| 2013 | Ken Liu               | Mono no aware                                 |                               | [ N 43 ] |
| 2013 | Elizabeth Bear        | The Deeps of the Sky                          |                               | [ N 43 ] |
| 2013 | Kij Johnson           | Mantis Wives                                  |                               | [ N 43 ] |
| 2013 | Ursula K. Le Guin     | Elementals                                    |                               | [ N 43 ] |
| 2014 |                       | Caitlín R. Kiernan                            | The Road of Needles           | [ N 44 ] |
| 2014 | Joe Abercrombie       | Some Desperado                                |                               | [ N 44 ] |
| 2014 | Ken Liu               | A Brief History of the Trans-Pacific Tunnel   |                               | [ N 44 ] |
| 2014 | Karen Joy Fowler      | The Science of Herself                        |                               | [ N 44 ] |
| 2014 | Howard Waldrop        | The Dead Sea-Bottom Scrolls                   |                               | [ N 44 ] |
| 2015 |                       | Amal El-Mohtar                                | The Truth About Owls          | [ N 45 ] |
| 2015 | Elizabeth Bear        | Covenant                                      |                               | [ N 45 ] |
| 2015 | Sofia Samatar         | Ogres of East Africa                          |                               | [ N 45 ] |
| 2015 | Aliette de Bodard     | The Dust Queen                                |                               | [ N 45 ] |
| 2015 | Alastair Reynolds     | In Babelsberg                                 |                               | [ N 45 ] |
| 2016 |                       | Naomi Kritzer                                 | Foto di gattini, grazie       | [ N 46 ] |
| 2016 | China Miéville        | The Dowager of Bees                           |                               | [ N 46 ] |
| 2016 | Alyssa Wong           | Hungry Daughters of Starving Mothers          |                               | [ N 46 ] |
| 2016 | Aliette de Bodard     | Three Cups of Grief, by Starlight             |                               | [ N 46 ] |
| 2016 | Amal El-Mohtar        | Madeleine                                     |                               | [ N 46 ] |
| 2017 |                       | Amal El-Mohtar                                | Seasons of Glass and Iron     | [ N 47 ] |
| 2017 | Brooke Bolander       | Our Talons Can Crush Galaxies                 |                               | [ N 47 ] |
| 2017 | N. K. Jemisin         | The City Born Great                           |                               | [ N 47 ] |
| 2017 | Peter S. Beagle       | The Story of Kao Yu                           |                               | [ N 47 ] |
| 2017 | Aliette de Bodard     | A Salvaging of Ghosts                         |                               | [ N 47 ] |
| 2018 |                       | Linda Nagata                                  | The Martian Obelisk           | [ N 48 ] |
| 2018 | Caroline M. Yoachim   | Carnival Nine                                 |                               | [ N 48 ] |
| 2018 | Nancy Kress           | Dear Sarah                                    |                               | [ N 48 ] |
| 2018 | Charlie Jane Anders   | Don't Press Charges and I Won't Sue           |                               | [ N 48 ] |
| 2018 | Vina Jie-Min Prasad   | Fandom for Robots                             |                               | [ N 48 ] |

### Annotazioni
1. ↑  Premio Locus racconto breve 1971[5][6][7]
2. ↑  Premio Locus racconto breve 1972[8][9][10]
3. ↑  Premio Locus racconto breve 1973[11][12][13]
4. ↑  Premio Locus racconto breve 1974[14][15][16]
5. ↑  Premio Locus racconto breve 1975[17][18][19]
6. ↑  Premio Locus racconto breve 1976[20][21][22]
7. ↑  Premio Locus racconto breve 1977[23][24][25]
8. ↑  Premio Locus racconto breve 1978[26][27][28]
9. ↑  Premio Locus racconto breve 1979[29][30][31]
10. ↑  Premio Locus racconto breve 1980[32][33][34]
11. ↑  Premio Locus racconto breve 1981[35][36][37]
12. ↑  Premio Locus racconto breve 1982[38][39][40]
13. ↑  Premio Locus racconto breve 1983[41][42][43]
14. ↑  Premio Locus racconto breve 1984[44][45][46]
15. ↑  Premio Locus racconto breve 1985[47][48][49]
16. ↑  Premio Locus racconto breve 1986[50][51][52]
17. ↑  Premio Locus racconto breve 1987[53][54][55]
18. ↑  Premio Locus racconto breve 1988[56][57][58]
19. ↑  Premio Locus racconto breve 1989[59][60][61]
20. ↑  Premio Locus racconto breve 1990[63][64][65]
21. ↑  Premio Locus racconto breve 1991[66][67][68]
22. ↑  Premio Locus racconto breve 1992[70][71][72]
23. ↑  Premio Locus racconto breve 1993[73][74][75]
24. ↑  Premio Locus racconto breve 1994[76][77][78]
25. ↑  Premio Locus racconto breve 1995[79][80][81]
26. ↑  Premio Locus racconto breve 1996[82][83][84]
27. ↑  Premio Locus racconto breve 1997[85][86][87]
28. ↑  Premio Locus racconto breve 1998[89][90][91]
29. ↑  Premio Locus racconto breve 1999[92][93][94]
30. ↑  Premio Locus racconto breve 2000[95][96][97]
31. ↑  Premio Locus racconto breve 2001[98][99][100]
32. ↑  Premio Locus racconto breve 2002[101][102][103]
33. ↑  Premio Locus racconto breve 2003[104][105][106]
34. ↑  Premio Locus racconto breve 2004[107][108][109]
35. ↑  Premio Locus racconto breve 2005[110][111][112]
36. ↑  Premio Locus racconto breve 2006[113][114][115]
37. ↑  Premio Locus racconto breve 2007[116][117][118]
38. ↑  Premio Locus racconto breve 2008[119][120][121]
39. ↑  Premio Locus racconto breve 2009[122][123][124]
40. ↑  Premio Locus racconto breve 2010[126][127][128]
41. ↑  Premio Locus racconto breve 2011[129][130][131]
42. ↑  Premio Locus racconto breve 2012[132][133][134]
43. ↑  Premio Locus racconto breve 2013[135][136][137]
44. ↑  Premio Locus racconto breve 2014[138][139][140]
45. ↑  Premio Locus racconto breve 2015[141][142][143]
46. ↑  Premio Locus racconto breve 2016[145][146][147]
47. ↑  Premio Locus racconto breve 2017[148][149][150]
48. ↑  Premio Locus racconto breve 2018[151][152][153]